# Blonde on Blonde
Blonde on Blonde är ett musikalbum av Bob Dylan utgivet den 20 juni 1966. Albumet blandar flera olika musikstilar blues, rock och country som gör att det får ett eget starkt sound. De mest kända låtarna på albumet är "Rainy Day Women No. 12 & 35", "Visions of Johanna", "One of Us Must Know (Sooner or Later)", "I Want You", och "Just Like a Woman", men det finns fler kända Dylan-låtar på denna dubbel-LP. CD-utgåvan rymmer alla låtar på en skiva. Några kända musiker som medverkar på albumet utöver Dylan är bland andra Al Kooper (orgel), Robbie Robertson (gitarr) och Joe South (gitarr).
Namnet på låten "Sad Eyed Lady of the Lowlands" har man lagt märke till (liksom att namnet Blonde on Blonde blir BOB om man tar första bokstäverna i orden). Man menade då att det finns en liknelse mellan 'Lowlands' och 'Lownds'. Bob Dylans dåvarande fru hette Sara Lownds innan hon bytte sitt efternamn till Dylan. Alltså har man antytt att detta spåret var dedicerat till henne. Detta blev senare bekräftat av Dylan själv i låten "Sara" på albumet Desire från 1976;
Stayin' up for days in the Chelsea Hotel,
Writin' "Sad-Eyed Lady of the Lowlands" for you
Skivan blev vald till det nionde bästa genom tiderna av tidningen Rolling Stone när de listade The 500 Greatest Albums of All Time.

## Bakgrund
Efter att Highway 61 Revisited utgavs i augusti 1965 ville Dylan hyra ett turnéband. Gitarristen Mike Bloomfield och keyboardisten Al Kooper hade tidigare kompat Dylan, både på Highway 61 Revisited och på Dylans kontroversiella elektriska spelning på 1965 års Newport Folk Festival. Bloomfield valde att inte turnera vidare med Dylan, och stannade istället med the Paul Butterfield Blues Band.  Efter att ha kompat Dylan på spelningar i sena augusti och tidiga september samma år, meddelade Kooper att han inte ville fortsätta turnera med honom. Dylans manager, Albert Grossman, var i färd med att planera ett ansträngande schema med spelningar i USA, Australien och Europa för Dylan de nästkommande nio månaderna. Dylan kontaktade en grupp som uppträdde som Levon and the Hawks. The Hawks bestod av fyra kanadensiska musiker: Robbie Robertson, Rick Danko, Richard Manuel och Garth Hudson, plus Levon Helm från Arkansas. Gruppen hade bildats i Kanada där de hade kompat den amerikanske artisten Ronnie Hawkins. Två personer hade särskilt rekommenderat the Hawks till Dylan: Mary Martin, som var Albert Grossmans sekreterare,  samt bluessångaren John Hammond Jr., son till skivproducenten John Hammond och som hade skrivit skivkontrakt med Dylan på Columbia Records 1961. The Hawks hade kompat den yngre Hammond på hans album So Many Roads från 1965.
Dylan repade med the Hawks i Toronto den 15 september, där de spelade på Friar's Club, och den 24 september debuterade de tillsammans i Austin, Texas. Uppmuntrade av succén i Texas tog Dylan the Hawks till Columbia Records Studio A i New York två veckor senare.  Deras uppdrag var att spela in en uppföljande singel till "Positively 4th Street". Dock hade Dylan redan börjat skriva sitt nästa album – det tredje albumet han påbörjade det året backad av rockmusiker. 

## Låtlista
Låtarna skrivna av Bob Dylan.
Sida ett
1. "Rainy Day Women #12 & 35" - 4:36
2. "Pledging My Time" - 3:50
3. "Visions of Johanna" - 7:33
4. "One of Us Must Know (Sooner or Later)" - 4:54

Sida två
1. "I Want You" - 3:07
2. "Stuck Inside of Mobile with the Memphis Blues Again" - 7:05
3. "Leopard-Skin Pill-Box Hat" - 3:58
4. "Just Like a Woman" - 4:49

Sida tre
1. "Most Likely You Go Your Way and I'll Go Mine" - 3:30
2. "Temporary Like Achilles" - 5:02
3. "Absolutely Sweet Marie" - 4:57
4. "4th Time Around" - 4:35
5. "Obviously Five Believers" - 3:35

Sida fyra
1. "Sad Eyed Lady of the Lowlands" - 11:19

## Listplaceringar
- Billboard 200, USA: #9[7]
- UK Albums Chart, Storbritannien: #3[8]

### Källförteckning
- Gray, Michael (2006). The Bob Dylan Encyclopedia. Continuum International. ISBN 0-8264-6933-7
- Heylin, Clinton (2003). Bob Dylan: Behind the Shades Revisited. Perennial Currents. ISBN 0-06-052569-X
- Heylin, Clinton (1996). Bob Dylan: A Life In Stolen Moments: Day by Day 1941–1995. Schirmer Books. ISBN 0-7119-5669-3